# Lepadichthys ctenion
Lepadichthys ctenion is een straalvinnige vissensoort uit de familie van schildvissen (Gobiesocidae). De wetenschappelijke naam van de soort is voor het eerst geldig gepubliceerd in 1963 door Briggs & Link.